# Leioproctus idiotropoptera
Leioproctus idiotropoptera là một loài Hymenoptera trong họ Colletidae. Loài này được Packer mô tả khoa học năm 2006.